# Sint-Ceciliakerk (Veldhoven)
De Sint-Ceciliakerk of Sint-Caeciliakerk is een kerkgebouw in Veldhoven in de Nederlandse provincie Noord-Brabant. De kerk staat aan de Dorpstraat in Veldhoven Dorp. Ten zuidoosten van de kerk bevindt zich het kerkhof.
De kerk is gewijd aan Sint-Cecilia en is een rijksmonument.

## Geschiedenis
In 1834 werd er een waterstaatskerk gebouwd. In het plein voor de huidige kerk zijn er contouren van deze kerk in de bestrating aangebracht.
In 1913-1914 werd er een nieuwe kerk gebouwd naar het ontwerp van architect Wolter te Riele. Dit gebeurde nadat de toenmalige pastoor H.J. Achterbergh hiertoe de bisschop Mgr. Van de Ven om verzocht omdat de waterstaatskerk door de groei van het aantal parochianen te klein was geworden.
In 1957-1958 werd de kerk vergroot op basis van tekeningen van architect Cees Geenen uit Eindhoven. Daarbij werd de centraalbouw omgebouwd naar een kruiskerk met een verlengd middenschip tussen het bestaande koor en westwerk.

## Opbouw
Het georiënteerde gebouw is een neogotische bakstenen kruisbasiliek en bestaat uit een westtoren, een driebeukig schip, een relatief ver naar achteren geplaatst transept en een koor.
De vierkante toren heeft overhoekse steunberen, drie geledingen, een achtkantige spits tussen vier met leien bedekte topgevels met op die driehoekige vlakken het uurwerk, vier flankerende hoekspitsjes en wordt gedekt met leien. In de eerste geleding bevindt zich een getoogde houten vleugeldeur met daarboven een spitsboogvenster voorzien van bakstenen traceringen met glas-in-lood, waarin drie drielobbogen, twee driepassen en een vierpas. In de tweede geleding aan drie zijden bevinden zich drie spitsboogvormige spaarvelden, waarvan de middelste een dubbele boog heeft en in het veld een spitsboogvenster. In de vierde geleding heeft de toren twee spitsboogvormige spaarvelden met daartussen het spitsboogvormige galmgat met bovenin een vierblad in de tracering. Tegen de zuidzijde van de toren bevindt zich een traptoren. Aan de noordzijde bevindt zich een lage vijfhoekige Mariakapel onder een spits dak gezet.
De transeptarmen zijn driebeukig en twee traveeën diep. Het koor heeft een vijfzijdige koorsluiting en wordt geflankeerd door driezijdige apsissen aan het uiteinde van beide zijkoren/zijbeuken. Van binnen is de kerk bepleisterd en wordt overwelfd door kruisgewelven en spitsbogen. De pijlers in het middendeel (de uitbreiding) zijn van beton. In ieder gevalvlak van de kerk bevinden zich smalle spitsboogvensters met glas-in-lood samen met spitsboogvormige spaarvelden. De zijgevels hebben steunberen, spitsbooglisenen en een muizentandlijst. De kerk wordt gedekt door zadeldaken, ook boven de zijkoren/zijbeuken, met boven het koor een dakruiter.